# 베킷 (2021년 영화)
"베킷"(Beckett)은 2021년 공개된 액션 스릴러 영화이다. 페르디난도 시토 필로마리노가 감독을 맡았으며, 2021 로카르노 영화제 개막작이다.